# Урядова криза в Італії (2021)
Урядова криза в Італії сталася у період із січня по лютий 2021 року. Коли на початку січня, колишній прем'єр-міністр Італії і лідер партії Italia Viva Маттео Ренці заявив, що його партія вийде з урядової коаліції. Це спровокувало відставку прем'єр-міністра Джузеппе Конте і призвело до формування нового уряду на чолі з Маріо Драґі.
26 січня прем'єр-міністр Конте подав про відставку зі свого поста, що побудило президента Серджо Маттареллу почати консультації щодо формування нового уряду. 13 лютого Маріо Драґі був приведений до присяги в якості прем'єр-міністра.

## Події які передували
На загальних виборах в Італії 2018 року жодна політична партія не отримала абсолютної більшості голосів, що призвело до підвішеного парламенту. Після довгих переговорів 1 червня була остаточно сформована коаліція між двома популістськими партіями — Рухом п’яти зірок і Лігою Півночі на чолі з Джузеппе Конте в якості прем’єр-міністра. Ця коаліція закінчилася відставкою Конте 20 серпня 2019 року після того, як Ліга відмовилася від підтримки уряду. У вересні 2019 р. було сформовано новий уряд між Рухом, Демократичною і партією "Вільні та Рівні" зі збереженим у якості прем’єр-міністра Джузеппе Конте. Однак 16 вересня, через кілька днів після голосування про інвестиції, в інтерв'ю La Repubblica колишній прем'єр-міністр Маттео Ренці оголосив про свої наміри покинути Демократичну партію, створивши нову центристську та ліберальну партію Italia Viva. В інтерв'ю він підтвердив постійну підтримку уряду Конте. Два міністри, Тереза Белланова та Елена Бонетті послідували за Ренці в його новому русі.

## Політична криза
У період з грудня 2020 року по січень 2021 року в рамках правлячої коаліції виникли дискусії між Джузеппе Конте і Маттео Ренці, колишнім прем'єр-міністром і лідером Italia Viva. Ренці закликав до радикальних змін у планах уряду з відновлення економіки після пандемії COVID-19.
13 січня під час прес-конференції Ренці оголосив про відставку двох міністрів від партії IV, що фактично спровокувало крах уряду Конте. Ренці заявив: «Трагедії що, Італія є країною з найбільшою кількістю смертей від коронавірусної хвороби й найбільшим колапсом ВВП».
Під час нічного засідання Ради міністрів Конте розкритикував Ренці, заявив, що «Italia Viva взяла на себе серйозну відповідальність за розв'язування політичної кризи. Я щиро співчуваю про значний збиток, який був нанесений нашій країні урядової кризи під час пандемії. Якщо партія пропонує своїм міністрам піти на відставку, серйозність цього рішення не може бути применшена». Пізніше прем'єр-міністра підтримав секретар Демократичної партії Нікола Зінгаретті, який назвав кризу «дуже серйозною помилкою проти Італії» і «актом проти нашої країни», а міністр культури Даріо Франческіні, голова делегації Демократичної партії в уряді, заявив: «Той, хто атакує прем'єр-міністра, нападає на все уряд, і Джузеппе Конте з пристрастю і відданістю служить країні в найважчий момент нашої республіканської історії». Міністр закордонних справ і колишній лідер Руху Луїджі Ді Майо назвав рішення Ренці «нерозсудливим кроком», стверджуючи, що прем'єр-міністр Конте і президент Серджо Маттарелла — дві єдині опори Італії в момент невизначеності. В той час, як Роберто Сперанца, міністр охорони здоров'я та фактичний лідер руху «Вільні та рівні» заявив, що Конте «служив країні з дисципліною та честю», додав, що ВтР продовжує підтримувати його. Крім того, багато інших членів уряду висловили свою підтримку Конте. Лідери опозиції Маттео Сальвіні та Джорджа Мелоні негайно потребували проведення дострокових парламентських виборів.

### Відставка уряду
26 січня Джузеппе Конте подав у відставку. 
27 січня в Квірінальському палаці розпочалися консультації з президентом Серджо Маттареллою щодо формування нового кабінету, на яких зустрілися президенти двох палат, сенатори Елізабетта Казеллаті та Роберто Фіко.
Пізніше президент провів перемовини з лідерами партій. Маттео Сальвіні, лідер Ліги Півночі, зажадав дострокових виборів, інакше він додав, що за певних умов його партія може підтримати уряд національної єдності. Лідер Руху п'яти зірок Віто Кримі підтвердив підтримку прем'єр-міністру Конте і відкрився для повернення Italia Viva у складі коаліції. 

## Формування нового уряду

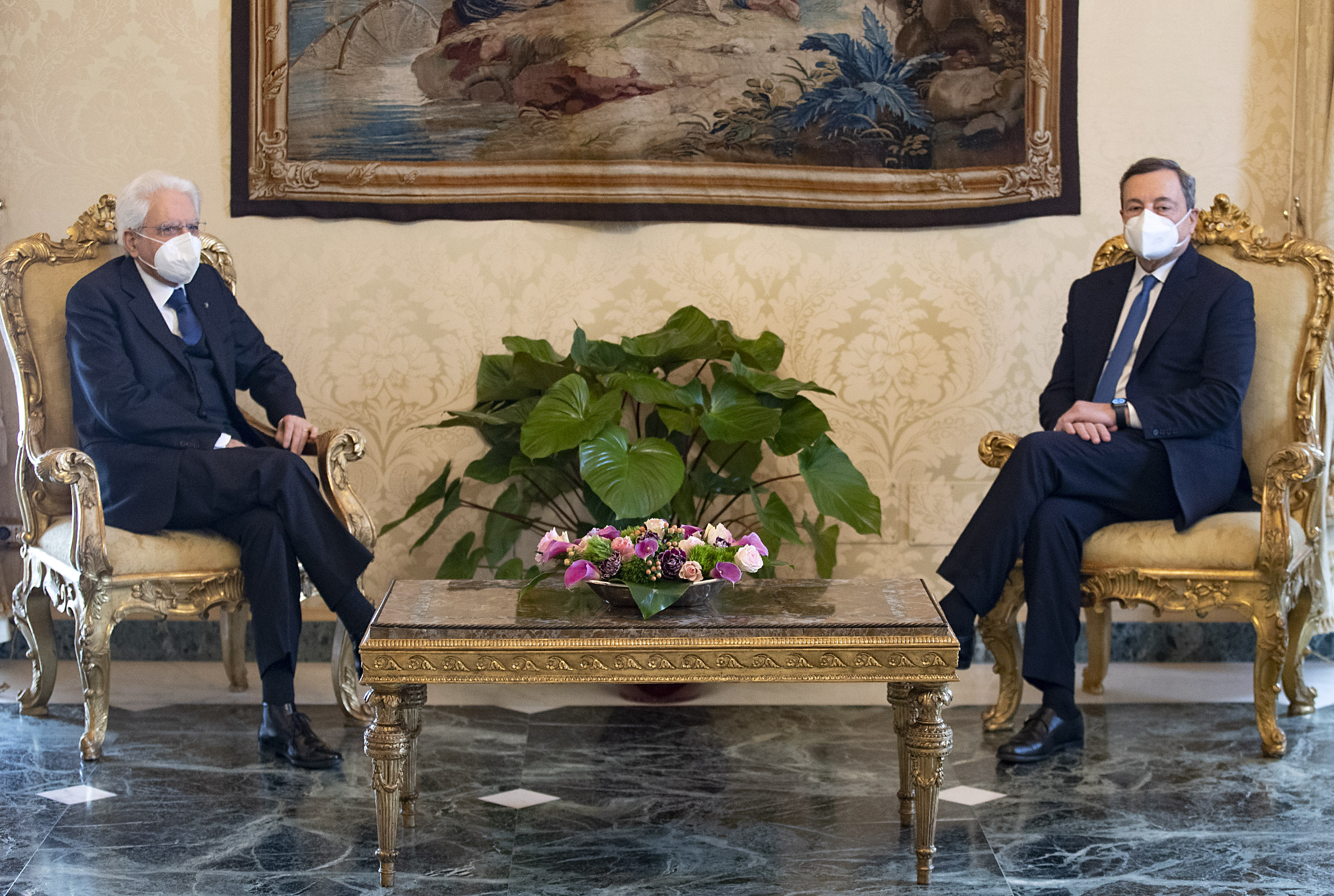
Маріо Драґі з президентом Італії Маттареллою

Наприкінці консультацій Маттарелла доручив голові Палати депутатів Роберто Фіко перевірити можливість створення нового уряду з тією самою більшістю, що й попередній уряд, у складі Р5З, ДА, IV та СтВ.
У крайній термін 2 лютого IV відмовилась від формування уряду через розбіжності, внаслідок чого Фіко повернувся до Маттарелли з негативним результатом. Після невдалого формування уряду Маттарелла запросив Маріо Драґі наступного дня до Квірінальського палацу з наміром запропонувати йому завдання сформувати технократичний уряд. 3 лютого Драґі офіційно прийняв завдання формування нового кабінету та розпочав консультації з президентами двох палат. У той же день він також зустрівся з Джузеппе Конте, який офіційно схвалив його кандидатуру наступного дня.
10 лютого Маттео Сальвіні та Сільвіо Берлусконі після зустрічі спільно оголосили про свою підтримку Драґі. Того ж дня Джорджа Мелоні, лідер Брати Італії, засудила зустріч двох своїх союзників і їх підтримку Драґі, і підтвердила свою опозицію до нового уряду. 
11 лютого керівництво Демократичної партії підтримала новий уряд. 
Увечері 12 лютого Драгі зустрівся з президентом Маттареллою та подав список запропонованих міністрів до свого кабінету. Присяга відбулася 13 лютого о 12:00 за місцевим часом. 
17 лютого 2021 року Сенат затвердив новий кабінет 262 голосами. 18 лютого 2021 р. Палата депутатів затвердила склад нового кабінету 535 голосами.